# 阿拉姆·萨尔基相
阿拉姆·萨尔基相（1961年1月2日—），亚美尼亚政治人物。1999年—2000年曾担任亚美尼亚总理。
他是前总理瓦兹根·萨尔基相的弟弟。2000年参与创建反对党亚美尼亚共和党，支持反对党领袖列翁·特尔-彼得罗相参加2008年亚美尼亚总统选举。

## 生平
阿拉姆·萨尔基相是瓦兹根·萨尔基相的弟弟，1999年10月27日其兄遇刺身亡，11月3日阿拉姆·萨尔基相被亚美尼亚总统罗伯特·科恰良任命为总理。2000年5月科恰良总统对政府进行了改组，解除了前总理阿拉姆·萨尔基相职务，任命共和党理事会主席安德拉尼克·马尔加良为新总理。